# Смерть Пазухіна (фільм, 1957)
«Смерть Пазухіна» — радянський чорно-білий художній телефільм 1957 року, знятий на кіностудії «Ленфільм».

## Сюжет
За однойменною п'єсою М. Є. Салтикова-Щедріна. В очікуванні смерті купця Івана Пазухіна між родичами й нахлібниками розгорнулася запекла боротьба через спадщину. Щоб завоювати прихильність вмираючого, син Прокіп іде на всілякі приниження. Його суперник, чоловік сестри Прокопа Настасії — чиновник Фурначов — плете інтриги.

## У ролях
- Михайло Трояновський — Іван Прокопович Пазухін, купець
- Віталій Поліцеймако — Прокіп Іванович Пазухін, купецький син
- Микола Корн — Семен Семенович Фурначов, статський радник
- Анна Лисянська — Настасья Іванівна, дружина Фурначова
- Іван Єфремов — Лобастов, відставний генерал
- Ольга Казіко — Анна Петрівна Жівоєдова
- Михайло Іванов — Живновський, відставний підпоручик
- Микола Дмитрієв — Фінагей Прохоров Баєв
- Ольга Віндінг — Василиса Парфентіївна, мати Маври Григорівни
- Ніна Ургант — Мавра Григорівна
- Віктор Чайников — Нікола Вєлєгласний, міщанин
- Любов Малиновська — Олена Лобастова, дівиця
- Лев Степанов — Трохим Северьянич Праздніков
- Віра Ліпсток — Мавра, покоївка
- Павло Панков — епізод
- Кирило Гун — епізод
- Володимир Васильєв — дяк
- Павло Первушин — дяк

## Знімальна група
- Режисер — Григорій Нікулін
- Сценарист — Григорій Нікулін
- Оператор — Дмитро Месхієв
- Композитор — Олександр Маневич
- Художник — Борис Бурмістров